# Fengxianggang (ort i Kina, Hunan Sheng, lat 29,11, long 110,39)
Fengxianggang (kinesiska: 枫香岗, 枫香岗乡) är en ort i Kina. Den ligger i provinsen Hunan, i den södra delen av landet, omkring 270 kilometer väster om provinshuvudstaden Changsha. Antalet invånare är 11 535. Befolkningen består av 5 590 kvinnor och 5 945 män. Barn under 15 år utgör 18,0 %, vuxna 15-64 år 70 %, och äldre över 65 år 10,0 %.
Runt Fengxianggang är det ganska tätbefolkat, med 199 invånare per kvadratkilometer. Närmaste större samhälle är Zhangjiajie, 8,5 km öster om Fengxianggang. I omgivningarna runt Fengxianggang växer i huvudsak blandskog.
Genomsnittlig årsnederbörd är 1 738 millimeter. Den regnigaste månaden är september, med i genomsnitt 307 mm nederbörd, och den torraste är december, med 21 mm nederbörd.